# Колчестер (Нью-Йорк)
Колчестер (англ. Colchester) — місто (англ. town) в США, в окрузі Делавер штату Нью-Йорк. Населення — 1782 особи (2020).

## Демографія
Згідно з переписом 2010 року, у місті мешкало 2077 осіб у 900 домогосподарствах у складі 554 родин. Було 1822 помешкання
Расовий склад населення:
| - 97,9 % — білих - 0,6 % — чорних або афроамериканців - 0,3 % — азіатів - 0,1 % — корінних американців |

До двох чи більше рас належало 1,0 %. Частка іспаномовних становила 1,9 % від усіх жителів.
За віковим діапазоном населення розподілялося таким чином: 19,2 % — особи молодші 18 років, 56,5 % — особи у віці 18—64 років, 24,3 % — особи у віці 65 років та старші. Медіана віку мешканця становила 48,9 року. На 100 осіб жіночої статі у місті припадало 103,6 чоловіків;  на 100 жінок у віці від 18 років та старших — 102,8 чоловіків також старших 18 років.
Середній дохід на одне домашнє господарство  становив 64 036 доларів США (медіана — 49 327), а середній дохід на одну сім'ю — 77 903 долари (медіана — 66 087). Медіана доходів становила 48 269 доларів для чоловіків та 34 583 долари для жінок. За межею бідності перебувало 15,4 % осіб, у тому числі 34,4 % дітей у віці до 18 років та 7,2 % осіб у віці 65 років та старших.
Цивільне працевлаштоване населення становило 951 особа. Основні галузі зайнятості: освіта, охорона здоров'я та соціальна допомога — 27,5 %, публічна адміністрація — 11,7 %, будівництво — 11,1 %.